# Chinar
Cinar là một ngôi làng ở khu vực Derbent của Dagestan. Đây là khu vực định cư nông thôn thuộc huyện Derbentsky.
Các hình thức Chinarskuyu nông thôn quản lý (bao gồm các làng Chinar và Bilgadi)..
Khu định cư bắt đầu vào năm 1978  năm. Dân số của 4357 cư dân (2002 tổng điều tra). Cinar nằm ở phía đông nam của nước cộng hòa, 107 km (66 dặm) so với thủ phủ Makhachkala và 5 km (3,1 dặm) từ Dagestanskiye Ogni, nơi có nhà ga đường sắt gần nhất là. Thành phần dân tộc ở đây chủ yếu là người Azeris, Dargins, Tabasarans, Aguls, và Lezgins.